# Homoneura incompleta
Homoneura incompleta är en tvåvingeart som beskrevs av Malloch 1927. Homoneura incompleta ingår i släktet Homoneura och familjen lövflugor. Inga underarter finns listade i Catalogue of Life.